# Jasmonsäure
Jasmonsäure ist ein ubiquitäres Phytohormon und Grundstruktur der Gruppe der Jasmonate, deren Funktion die Regulierung des Wachstums und der Alterung vor allem von Blättern und Wurzeln der Pflanzen ist. Jasmonsäure spielt in einer Vielzahl von Pflanzen eine entscheidende Rolle als Elicitor-Signal bei der Abwehr von biotischem und abiotischem Stress. Wichtigstes Derivat ist ihr Methylester, das Methyljasmonat.

## Stereochemie

1a: (−)-Jasmonsäure; 1b: (+)-Jasmonsäure; 2a: (+)-epi-Jasmonsäure; 2b: (−)-epi-Jasmonsäure

Jasmonsäure ist eine chirale Verbindung, die zwei asymmetrisch substituierte Kohlenstoffatome enthält. Die Verbindung kann daher in vier verschiedenen stereochemischen Formen vorliegen. Die Paare (−)-/(+)-Jasmonsäure (1a/1b) und (+)-epi-/(−)-epi-Jasmonsäure  (2a/2b) stellen dabei jeweils spiegelbildliche Moleküle dar, es sind also Enantiomere. Die Paarungen (1a/2a) und (1b/2b) sind Diastereomere.
Natürlich kommt hauptsächlich die (−)-Jasmonsäure und ihr Methylester, (−)-Methyljasmonat, vor.

## Biosynthese

Aus α-Linolensäure (1) wird durch 13-Lipoxygenase (13-LOX) (A) zu 13(S)-Hydroperoxylinolensäure (2) peroxidiert. Daraus entsteht ein Epoxid, das 12,13(S)-Epoxy-9(Z),11(E),15(Z)-oktadekatriensäure (3), was die 13-Allenoxidsynthase (13-AOS) (B) katalysiert. Eine Allenoxidcyclase (AOC) (C) zyklisiert das Epoxid schließlich zu 12-oxo-Phytodienonsäure (OPDA) (4). Im Verlauf weiterer Reaktionen bildet sich (+)-7-iso-Jasmonsäure (5a), was zur stabilen (−)-Jasmonsäure (5b) epimerisiert wird.

Der Biosyntheseweg von Jasmonaten konnten Brady Vick und Don Zimmerman aufklären. So wird Jasmonsäure aus α-Linolensäure gebildet. Die Synthese erfolgt in zwei räumlich getrennten Teilschritten. Der erste Schritt wird von den in der chloroplastidären Membran lokalisierten Enzymen 13-Lipoxygenase (13-LOX), 13-Allenoxidsynthase (13-AOS) und Allenoxidcyclase (AOC) katalysiert. Dabei entsteht das Zwischenprodukt cis-(+)-12-Oxophytodiensäure (OPDA).
OPDA oder dessen CoA-Ester wird im zweiten Teilschritt zu den Peroxisomen weitergeleitet. Dort wird der Cyclopentanring von OPDA reduziert. Anschließend katalysieren die Enzyme der β-Oxidation der Fettsäuren auch die Carboxylseitenkette von OPDA und es entsteht (+)-7-iso-Jasmonsäure beziehungsweise das Diastereomer (−)-Jasmonsäure.

## Reaktionen
Durch Reduktion, beispielsweise mittels Natriumborhydrid, kann Jasmonsäure zur Synthese von Cucurbinsäure eingesetzt werden. Die Reduktion verläuft nur mit schwacher Diastereoselektivität.